# Gomphus flavipes
Gomphus flavipes е вид водно конче от семейство Gomphidae. Видът не е застрашен от изчезване.

## Разпространение и местообитание
Разпространен е в Австрия, Беларус, Белгия, Босна и Херцеговина, България, Великобритания, Германия, Гърция, Европейска част на Русия, Естония, Италия, Казахстан, Латвия, Литва, Монголия, Нидерландия, Полша, Северна Македония, Румъния, Словакия, Словения, Сърбия, Турция, Украйна, Унгария, Франция, Хърватия, Черна гора, Чехия и Швейцария.
Регионално е изчезнал в Люксембург.
Среща се на надморска височина от -0,8 до 30,1 m.

## Описание
Популацията на вида е нарастваща.